# Батлер Бульдогс (баскетбол)
Батлер Бульдогс (англ. Butler Bulldogs) — студенческая баскетбольная команда, представляющая университет Батлера в первом баскетбольном мужском дивизионе NCAA. Располагается в Индианаполисе (штат Индиана). В настоящее время команда выступает в конференции Big East. Домашние игры проводит в «Хинкл-филдхаусе». Главным тренером команды является Крис Холтман.
Несмотря на то, что команда выступает в не самой сильной студенческой конференции, «Бульдогс» получили общенациональную известность начиная с конца 1990-х годов. Батлер постоянно стал попадать в рейтинги СМИ и с 1997 года почти ежегодно попадает в постсезонные турниры. В турнире NCAA 2010 года Батлер дошёл до финала, где уступил Дьюку. А учитывая, что в учебном заведении учится всего 4500 человек, Батлер стал самым маленьким университетом, дошедшим до национального финала с 1965 года, когда в турнире NCAA стало участвовать 64 команды. Уже в следующем сезоне «Бульдогс» удалось повторить прошлогоднее достижение, однако, как и в предыдущем году, уступил в финале, на этот раз «Коннектикут Хаскис». Таким образом команда стала первым представителем штата Индиана, которому удалось два раза подряд выйти в финал чемпионата.
В сезоне 2013/14 года Батлер перешёл в конференцию Big East, получив возможность соревноваться с более сильными соперниками. Первый сезон после перехода команда завершила лишь на 9 месте из 10, показав результат 14-17. Уже в следующем году, несмотря на то, что команда завершила чемпионат на 7 месте, в конференции она заняла второе место. В сезоне 2015/16 годов «Бульдогс» показали результат 21-11 (10-8 в конференции) и получили приглашение участвовать в турнире NCAA, где дошли до второго раунда.

## Достижения
- Финалист NCAA: 2010, 2011
- Полуфиналист NCAA: 2010, 2011
- Четвертьфиналист NCAA: 2010, 2011
- 1/8 NCAA: 1962, 2003, 2007, 2010, 2011
- Участие в NCAA: 1962, 1997, 1998, 2000, 2001, 2003, 2007, 2008, 2009, 2010, 2011, 2013, 2015, 2016, 2017, 2018
- Победители турнира конференции: Конференция Horizon League

1997, 1998, 2000, 2001, 2008, 2010, 2011
- Победители регулярного чемпионата конференции: Конференция Missouri Valley

1933, 1934

Средне-Американская конференция

1947

Университетская конференция Индианы

1952, 1953, 1959, 1961, 1962

Конференция Horizon League

1997, 2000, 2001, 2002, 2003, 2007, 2008, 2009, 2010, 2011